# Dunafalva
Dunafalva (németül: Donaudorf; horvátul: Topolovac) község Bács-Kiskun vármegye Bajai járásában.

## Fekvése
A Duna főágának bal partján, pontosabban a Mohácsi-sziget területén fekszik, Bács-Kiskun és Baranya vármegyék határán.
A szomszéd települések: észak felől Báta, északkelet felől Szeremle, kelet felől Bátmonostor, délkelet felől Nagybaracska, dél és délnyugat felől a Mohácshoz tartozó Sárhát és Újmohács, nyugat felől pedig Bár és Dunaszekcső.

### Megközelítése
Közúton két irányból közelíthető meg: az 51-es főút nagybaracskai szakasza felől az 5107-es, majd az 51 145-ös számú mellékúton, vagy Dunaszekcső felől kompon.

## Története
A község 1954-ben alakult meg Dunaszekcsőnek a Duna bal parti oldalán fekvő külső részeiből.
1996. január 1-jéig Baranya megyéhez tartozott, azóta Bács-Kiskun megye, később vármegye része. Az átsorolás révén ez utóbbi megye és egyben a Dél-Alföldi régió legnyugatibb fekvésű településévé vált.

## Közélete

### Polgármesterei
- 1990–1994: Elmer István (független)[6]
- 1994–1998: Elmer István (független)[7]
- 1998–2002: Elmer István (független)[8]
- 2002–2003: Elmer István (független)[9]
- 2003–2006: Magosi György (független)[10]
- 2006–2010: Magosi György (független)[11]
- 2010–2014: Magosi György (független)[12]
- 2014–2019: Magosi György (független)[13]
- 2019–2024: Arató Béla (független)[14]
- 2024– : Arató Béla (független)[1]

A településen 2003. május 18-án időközi polgármester-választást tartottak, az előző polgármester halála miatt.

## Népesség
A település népességének változása:
| Lakosok száma | 905  | 900  | 919  | 870  | 825  | 837  | 812  |
|               | 2013 | 2014 | 2018 | 2021 | 2022 | 2023 | 2024 |

A 2011-es népszámlálás során a lakosok 92,6%-a magyarnak, 2,8% cigánynak, 1,2% horvátnak, 10,5% németnek mondta magát (7,1% nem nyilatkozott; a kettős identitások miatt a végösszeg nagyobb lehet 100%-nál). A vallási megoszlás a következő volt: római katolikus 72,1%, református 2,8%, evangélikus 0,6%, görög katolikus 0,2%, felekezeten kívüli 10% (13,7% nem nyilatkozott).
2022-ben a lakosság 88,6%-a vallotta magát magyarnak, 12,1% németnek, 1,9% cigánynak, 0,7% horvátnak, 0,6% szerbnek, 0,2% szlováknak, 0,1-0,1% lengyelnek, bolgárnak és ruszinnak, 2,2% egyéb, nem hazai nemzetiségűnek (8,5% nem nyilatkozott; a kettős identitások miatt a végösszeg nagyobb lehet 100%-nál). Vallásuk szerint 47,6% volt római katolikus, 1,3% református, 1,1% evangélikus, 0,1% görög katolikus, 1,2% egyéb keresztény, 1,2% egyéb katolikus, 11,4% felekezeten kívüli (36% nem válaszolt).

## Nevezetességei
- Még ma is láthatóak a római kori Contra Florentiam erőd maradványai.

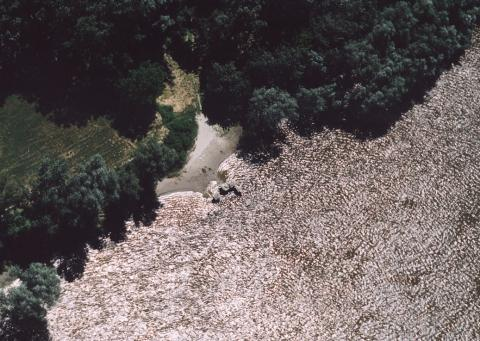
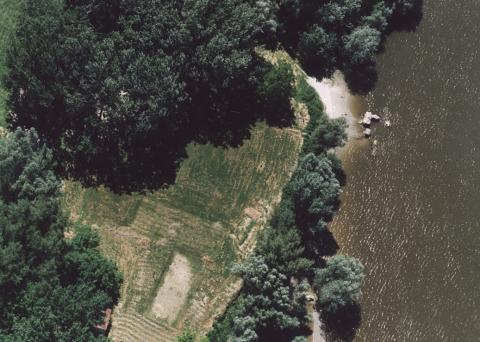